# Gmina Dougherty

Położenie Gminy Dougherty w hrabstwie Cerro Gordo

Gmina Dougherty (ang. Dougherty Township) – gmina w USA, w stanie Iowa, w hrabstwie Cerro Gordo. Według danych z 2000 roku gmina miała 275 mieszkańców, a jej powierzchnia wynosi 93,14 km².